# Гвендолін Шеферд
Гвендолін Шеферд (нім. Gwendolyn „Gwen“ Shepherd) — вигаданий персонаж, головна героїня серії романів німецької письменниці Керстін Гір. Остання мандрівниця в часі, також відома як "Рубін" і "Ворон". 

## Загальні відомості
- Ім'я: Гвендолін Софі Елізабет Шеферд
- Батьки: Грейс і Ніколас Шеферд (як потім з'ясувалося, біологічні батьки - Люсі Монтроуз і Пол де Віллер)
- Родичі: Лукас Монтроуз - дідусь (прадід), леді Аріста - бабуся (прабабуся), Гленда Монтроуз - тітка (двоюрідна бабуся), Шарлотта Монтроуз - кузина (двоюрідна тітка), Керолайн і Нік Шеферд - брат і сестра (тітка і дядько)
- Особливі прикмети: лунина у вигляді півмісяця, темне пряме волосся (в інших Монтроузів волосся руде)
- Очі: фамільні блакитні очі Монтроузів
- Незвичайні здібності: подорожує у часі, може бачити привидів (магія ворона); безсмертя
- Коштовний камінь: Рубін.
- Кохання: Гідеон де Віллер

## Ранні роки
Народилася 8 жовтня (7 жовтня як з'ясувалося пізніше) 1994 року в Дархемі на півночі Англії. Коли її тато - Ніколас Шеферд помер від лейкемії, Грейс - її мама зважилася на переїзд в Лондон. Тоді Гвен вже мала молодших сестру і брата - Керолайн і Ніка. У Лондоні сім'я Шефердів оселилася в будинку батьків Грейс - Лукаса Монтроуза і леді Арісти. В будинку вже жили: Гленда Монтроуз - рідна сестра Грейс, Шарлотта - дочка Глендей і однолітка Гвен, народилася 7 жовтня, і тітка Медді - сестра Лукаса. Усі Монтроузи були руді, крім Гвендолін, що мала чорне волосся, як у батька. Життя Гвендолін в Лондоні було несолодким, бо дівчина постійно ставала об'єктом цькування з боку Гленди і Шарлотти через свою здатність бачити привидів. Після смерті дідуся Лукаса, леді Аріста і Гленда починають підготовку Шарлотти до долі мандрівниці у часі. Шарлотта відвідувала уроки фехтування, танців, музики і таємної справи. Аріста, Гленда і Шарлотта не присвячували решту сім'ї в свої справи. Незважаючи на те, що Гвен вважає всю цю колотнечу сущими дурницями, іноді вона не проти випитати кілька секретів у тітки Медді, поки та була налаштована до розмови. Гвен навчається в школі Сент-Леннокс разом з Шарлоттою. Її найкраща подруга - Леслі Хей, з якою вона іноді прогулює уроки в туалеті з метою спокійно поговорити.Також вона непогано спілкується із Синтією Дейл - шкільним гуру в питанні кохання, і Гордоном Гельдерманом - колишнім номером один серед дівчаток у класі.

## Роль в книгах як "Рубіна"
У старих літописах і пророцтва графа, "Рубін" показується як щось особливе, але графу Сен-Жермену Гвен здалася цілком звичайною. В ложі їй і Грейс не довіряють через Люсі. Хранителі вважають, що Грейс допомогла Люсі і Полу вкрасти перший хронограф, тому, відводячи на елапсацію, Гвен зав'язують очі. Гідеон спочатку теж не довіряє їй, але потім змінює своє ставлення. Гвендолін не бажає приймати сторону графа, адже мама порадила їй триматися від нього подалі. Побоювання Грейс підтверджуються. Під час першої зустрічі Гвендолін і Графа він душить її, при цьому стоячи за 4 метри від неї. Під час елапсації Гвен зустрічає свого дідуся Лукаса, разом з ним і з допомогою Леслі вона намагається зрозуміти, чому Пол і Люсі вкрали перший хронограф, і що за таємниця ховається за "Таємницею". Незабаром до них приєднується брат Гідеона - Рафаель, а слідом і сам Гідеон.Також їм допомагають тітка Медді, містер Бернхард і Хімеріус - демон-горгулья, якого може бачити тільки Гвен. В ході розслідування з'ясовується, що мета графа не настільки безкорислива. Хранителі впевнені, що мета графа - вилікування всього світу, але насправді він прагне до безсмертя і влади.Також виявляється, що Гвен повинна померти для досягнення мети графа. Леслі дізнається, де знаходиться перший хронограф, і Гвен з допомогою нього переміщується в часі. Тепер у хронографі не вистачає тільки крові Гідеона. Гвен остаточно переманює його на свою сторону, і Гідеон теж пускає свою кров в цей хронограф. Коло крові замикається, і вони отримують "камінь мудрості", який більше схожий на непривабливу сіль. Граф намагається вбити Гвендолін в минулому, але оскільки вона безсмертна (донька відразу двох мандрівників у часі), йому це не вдається. Він ставить ультиматум: або вона позбавляє себе життя сама, або помре Гідеон. Гвен тягне час, але граф стріляє в Гідеона,як тільки він з'являється в кімнаті. На щастя, Гідеон випив "камінь мудрості", розчинений у воді Люсі і Пола. Тепер у них з Гвен є ціла вічність, а граф переможений.
1. Неконтрольований стрибок. 5 квітня 2010, біля будинку, приблизно о 18.00. 19 століття
2. Неконтрольований стрибок. 6 квітня 2010, у власній кімнаті, приблизно 4 ранку. 20 століття (1994 рік).
3. Неконтрольований стрибок. 6 квітня 2010, школа Сент-Леннокс, приблизно 13.00.18 століття
4. Неконтрольований стрибок, 6 квітня 2010, ложа, приблизно 15.00 19 століття
5. Стрибок за допомогою хронографа, 6 квітня 2010, ложа, приблизно 16.00 1782, зустріч з графом Сен-Жерменом
6. Стрибок за допомогою хронографа, 7 квітня 2010, ложа, приблизно 15.00 1912 рік, зустріч з Маргарет Тілні, Люсі Монтроуз і Полом де Віллером
7. Стрибок за допомогою хронографа, 8 квітня 2010, ложа, приблизно 15.00 елапсація

## Зовнішність і характер
Тітка Гленда весь час говорить, що у Гвендолін мозок розміром з горошину і обидві ноги ліві. Також вона називає її лунину у формі півмісяця бананом, і нерідко звертає увагу на те, що Гвен народилася недоношеною. Зрозуміло, Гвен це дратує і пригнічує. Сама вона себе так описує:" В мені вже було майже метр сімдесят зросту, а ліфчик я носила другого розміру. І скоро, між іншим, збиралася переходити на третій." Леслі завжди говорила що у Гвен дуже гарні блакитні очі і довгі чорні вії, мадам Росіні помітила, що в неї гарна шкіра алебастрового кольору. Можна зробити висновок, що Гвенні досить приваблива, хоча не така як Шарлотта.
Характер у Гвен складний. Іноді вона робить дуже дурні і необачні вчинки. Але в той же час вона дотепна і весела. Ось як говорить про неї Гідеон: "Знаю-знаю, що ми знайомі менше тижня, і спочатку ти здалася мені дуже... інфантильною, і я, мабуть, поводився з тобою просто жахливо. Але ти така непередбачувана, ніколи не знаєш напевно, що ти викинеш в наступний момент. В деяких речах ти просто до жаху... е-е-е... недосвідчена. Часом так і хочеться взяти тебе за плечі і труснути раз-другий.
—Ага, помітно, що ти не часто освідчуєшся дівчатам в коханні, - сказала я.
— Але слідом за цим ти знову стаєш такою веселою, і розумною, і нескінченно милою, — продовжував Гідеон, пропустивши повз вуха моє зауваження. — Але найгірше полягає в тому, що варто тобі тільки виявитися зі мною в одному приміщенні, як у мене виникає непереборне бажання доторкнутися до тебе і поцілувати..." 

## Критика персонажа
У рецензії книги видання New York Times Гвендолін (в англійських виданнях спочатку її ім'я переробили на Гвінет) названа типовою головною героїнею підліткової літератури — звичайним підлітком, які виявляють у себе надздібності; на думку рецензента, вона «занадто м'яка для головної героїні», але «дуже сприйнятлива» для ролі оповідачки. У відгуку Kirkus Review зазначено гарне почуття гумору Гвендолін, яке вдалося передати і в перекладі книги на англійську мову. У рецензії Publishers Weekly обидва головних героя названі «першокласними» і змушують очікувати продовження трилогії.